# Panzeria degenera
Panzeria degenera là một loài ruồi trong họ Tachinidae.